# Чарлс Рошер
Чарлс Рошер (енгл. Charles Rosher; IPA: , 17. новембар 1885, Лондон, Енглеска — Лисабон, 15. јануар 1974) амерички је филмски сниматељ и директор фотографије енглеског порекла. Двоструки је добитник Оскара за најбољу фотографију: 1927. (заједно са Карлом Струсом) за фотографију у филму Излазак сунца: Песма о два људска бића (р: Фридрих Вилхелм Мурнау) и 1946. (заједно са Артуром Арлингом и Леонардом Смитом) за Пролеће живота (р: Кларенс Браун). У историји кинематографије, Рошер и Струс се воде као први филмски сниматељи који су добили Оскара.Рошер се такође води као први професионални филмски сниматељ уопште у Холивуду (у продуцентској кући Дејвида Хорслија). Био је и угледан филмски репортер (1913. је извештавао из Мексика о борбама Панча Виље и његових следбеника) и један од оснивача (уједно и први потпредседник) Америчког удружења филмских сниматеља (A. S. C.). 20-их година 20. века постао је један од најтраженијих филмских сниматеља у Холивуду, а многе ондашње звезде (нпр. Мери Пикфорд) су од продуцената тражиле да њихове филмове снима искључиво Рошер.
Његов син Чарлс Рошер Млађи такође је филмски сниматељ, а ћерка Џоун Марш је филмска глумица. 
У својим сниматељским почецима истиче се многим техничким иновацијама, као што је употреба лутака уместо глумаца и замена глумаца каскадерима и дублерима.У немим филмовима се није доказао само као мајстор осветљења сцене, већ је био способан да унутрашња, интимна стања глумца гледаоцу дочара вештим коришћењем светла и сенке. Међу првима је схватио важност холивудског система звезда, па је тако почео да користи маркирање мизансцене (енгл. stand-ins) како би постигао одговарајуће осветљење глумца у филму. Био је запажен по изузетно успелом трику (по тадашњим критеријумима) у филму Мали лорд Фонтлерој (1921) где глумица Мери Пикфорд у техници двоструке експозиције (енгл. split screen) љуби саму себе. Такође је познат као пионир технике појачавања природног светла артифицијелним код снимања екстеријера.„У филму Зора — осим изванредних светлосних решења — посебно привлаче експресивно вишеструке експозиције и драматуршки функционални покрети камере.“

## Одабрана филмографија
- Мали лорд Фонтлерој (Алфред Грин, Џек Пикфорд, 1921)
- Излазак сунца: Песма о два људска бића (Ф. В. Мурнау, 1927)
- Атлантик (Евалд Андре Дупонт, 1929)
- Мали лорд Фонтлерој (Џон Кромвел, 1936)
- Пролеће живота (Кларенс Браун, 1946)
- Приче с Бродвеја (са Џорџом Фолсијем, р: Винсент Минели, 1946)
- Пловеће позориште (Џорџ Сидни, 1951)